# 日本製紙連合会
日本製紙連合会（にほんせいしれんごうかい、英文名称Japan Paper Association.）は、日本の製紙業・パルプ製造業の業界団体。略称「製紙連」。

## 概要
- 所在地 - 〒104-8139 東京都中央区銀座三丁目9-11 紙パルプ会館
- 会長 - 野沢徹（日本製紙社長）
- 活動内容 - 会員相互の意見交換、製紙業に関する調査研究・統計及び情報提供、広報活動など

## 沿革
- 1946年4月 - 紙及びパルプ工業会設立
- 1947年1月 - 紙及びパルプ協会に改組
- 1949年8月 - 紙及びパルプ協会を解散し、業種別団体としてパルプ工業会、日本洋紙会、板紙連合会、機械すき和紙同業会を設立
- 1955年5月 - 紙・パルプ連合、パルプ工業会、日本洋紙会を統合、紙・パルプ連合会設立
- 1958年3月 - 紙・パルプ連合会、日本パルプ材協会を統合
- 1972年4月 - 紙・パルプ連合会と板紙連合会が合併、日本製紙連合会設立
- 2005年6月 - 日本製紙連合会、紙パルプ経営者懇談会を統合

## 会員
正会員
- アテナ製紙
- エコペーパーJP
- 愛媛製紙
- 王子エフテックス
- 王子製紙
- 王子ホールディングス
- 王子マテリア
- 大阪製紙
- 大津板紙
- 岡山製紙
- 加賀製紙
- 興亜工業
- 三善製紙
- 大王製紙
- 大和板紙
- 高砂製紙
- 立山製紙
- 中越パルプ工業
- 特種東海製紙
- 巴川コーポレーション

- 日本製紙
- 日本製紙パピリア
- 兵庫パルプ工業
- 福山製紙
- 北越コーポレーション
- 丸三製紙
- 丸住製紙
- 三菱製紙
- リンテック
- レンゴー

団体会員
- 紙パルプ技術協会
- 機械すき和紙連合会
- 日本色板紙工業組合
- 全国中芯原紙工業組合
- 全国内装用段ボール原紙工業組合
- 全日本紙管原紙工業組合